# Ford LTD (США)
Ford LTD — назва легкового автомобіля, яка довго використовувалась компанією Форд в Північній Америці. Абревіатура LTD за однією версією розкривається, як «Luxury Trim Decor» — що приблизно перекладається як «Розкішне Оздоблення», і за іншою версією як обмежена класифікація форми кузова для Galaxie. Є свідчення, що, принаймні в Австралії, це спочатку означало «Проект Типу Лінкольна» («Lincoln Type Design»). Є також версія в обзорі «Car Life», що на час випуску першого LTD, дана абревіатура нічого не означала і була лише трьома беззмістовними буквами (стаття також відмітила, що використовуватись слово «Обмежений» LimiTeD не могло, так як Крайслер в той час вже використовував і мав авторське право на таке автомобільне позначення). В США, табличка LTD ставилась на машини з 1965 по 1991 роки.
Позначення LTD дебютувало найвищим рівнем оздоблення салону на автомобілі Ford Galaxie 500, однак власне моделлю стало в 1967 році. Назва Galaxie використовувалась для більш низьких рівнів декору аж до 1974 року. В 1977 назва використовувалась на двох різних автомобілях: повнорозмірний LTD і рестайлингова версія Ford Torino продавалась як LTD II. Обидва пропонувались в кузові купе, седан і універсал. Така умовність продовжувалась до тих пір, поки стандартний LTD не був переміщений в платформу Panter в 1979 році. У 1983 LTD був знову розділений на дві лінійки — повнорозмірну LTD Crown Victoria і середнього розміру автомобіль, який використовував базу Fox. Менший LTD випускався в кузовах седан і універсал до 1986 року, трохи пересікаючись з Ford Taurus, який у 1986 став його спадкоємцем.

## 1965—1968

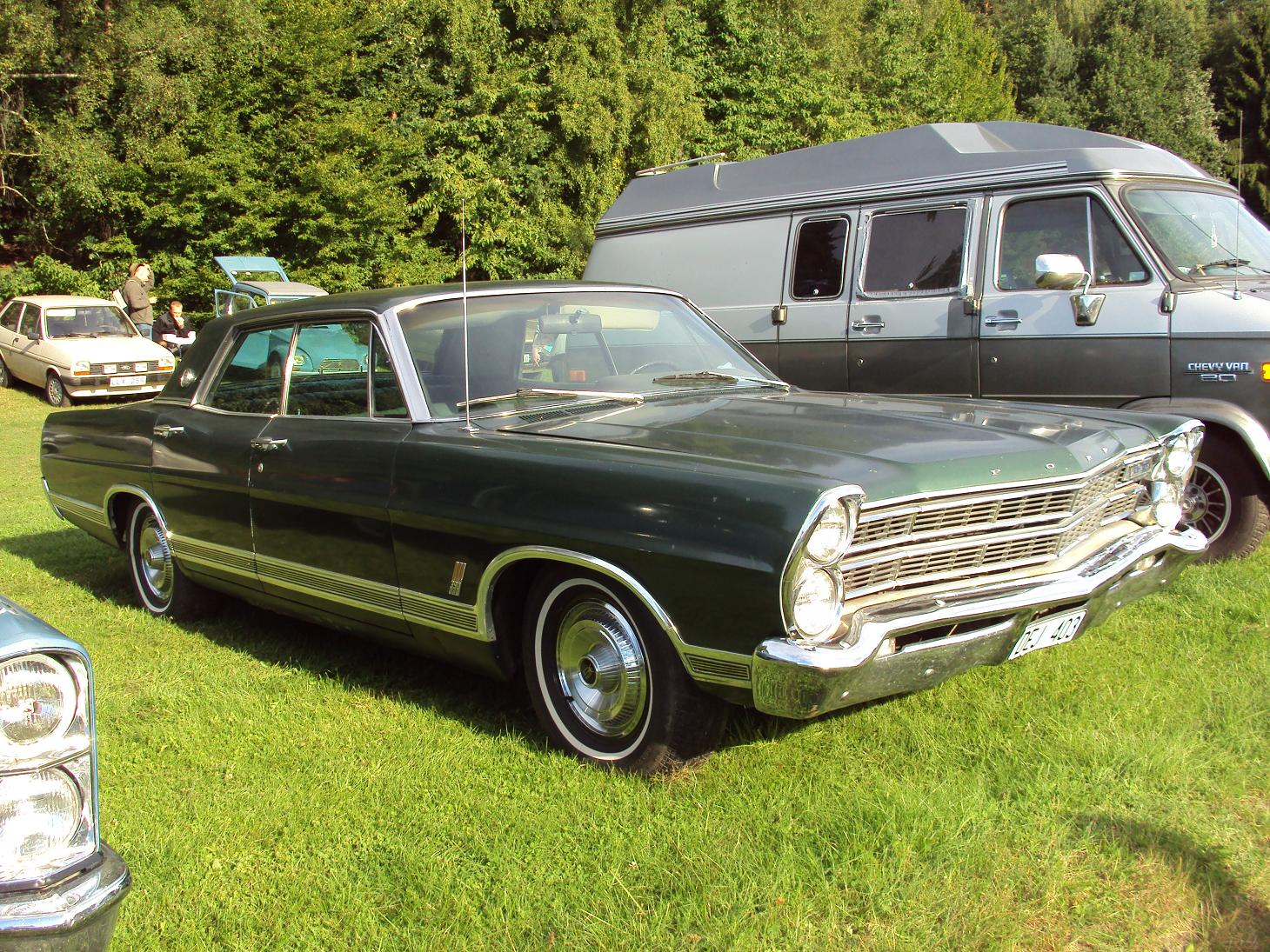
Модель 1965 року

Лінійка була представлена в 1965 автомобілем Galaxie 500 LTD (і перший рік був під маркою як такою), у відповідь на введення Chevrolet марки Caprice і подібної Dodge Monaco і Polara. Ці висококласні моделі мали особливості, які були лише в них самих, але продавались за набагато низькими розмінними цінами. Стандартними модернізаціями на цих автомобілях були міцні вікна, потужні водійські місця, сильні гальма, кермовий привід з підсилювачем, кондиціонер, повністю чи напіввініловий верх. В списку інших модернізацій були інтер’єри, зроблені з найкращих матеріалів, і більш сильні двигуни. Більшість цих моделей зазвичай виготовлялись седанами.
1968 був перехідним роком. Кузов і структура моделей 1965—1967 збереглась, а 1968 року модель набула горизонтальні приховані фари і стиль даху більш плоского вигляду. Це була остання модель зі 119" колісною базою. LTD визначився як власна модель в 1967, в той час як назва Galaxie просувалась в моделях більш низької лінії до 1974 року.

## 1969—1972

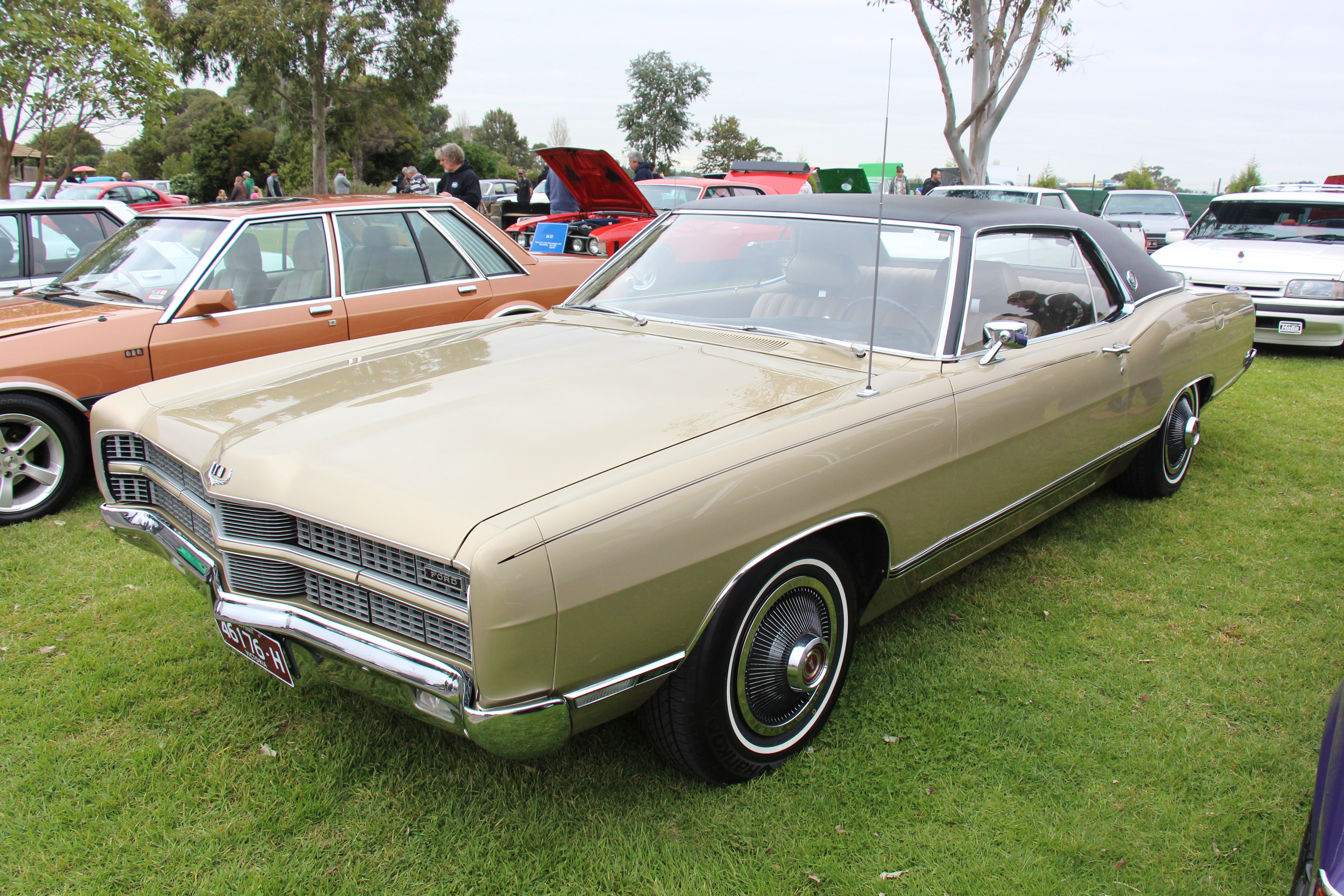
Модель 1969 року

З 1969 по 1970 LTD розширився решіткою з прихованими фарами, яку перенесли зі спортивного купе Galaxie XL і універсала Country Squire.
Продовжується стилізація концептів, представлених у 1968 році, в яких міняється розміщення фар, а модель 1969 року отримує більш подовжену базу. Колірна особливість решітки — горизонтальний розділювач кольору кузова. Модель 1970 року не має розділювача решітки.

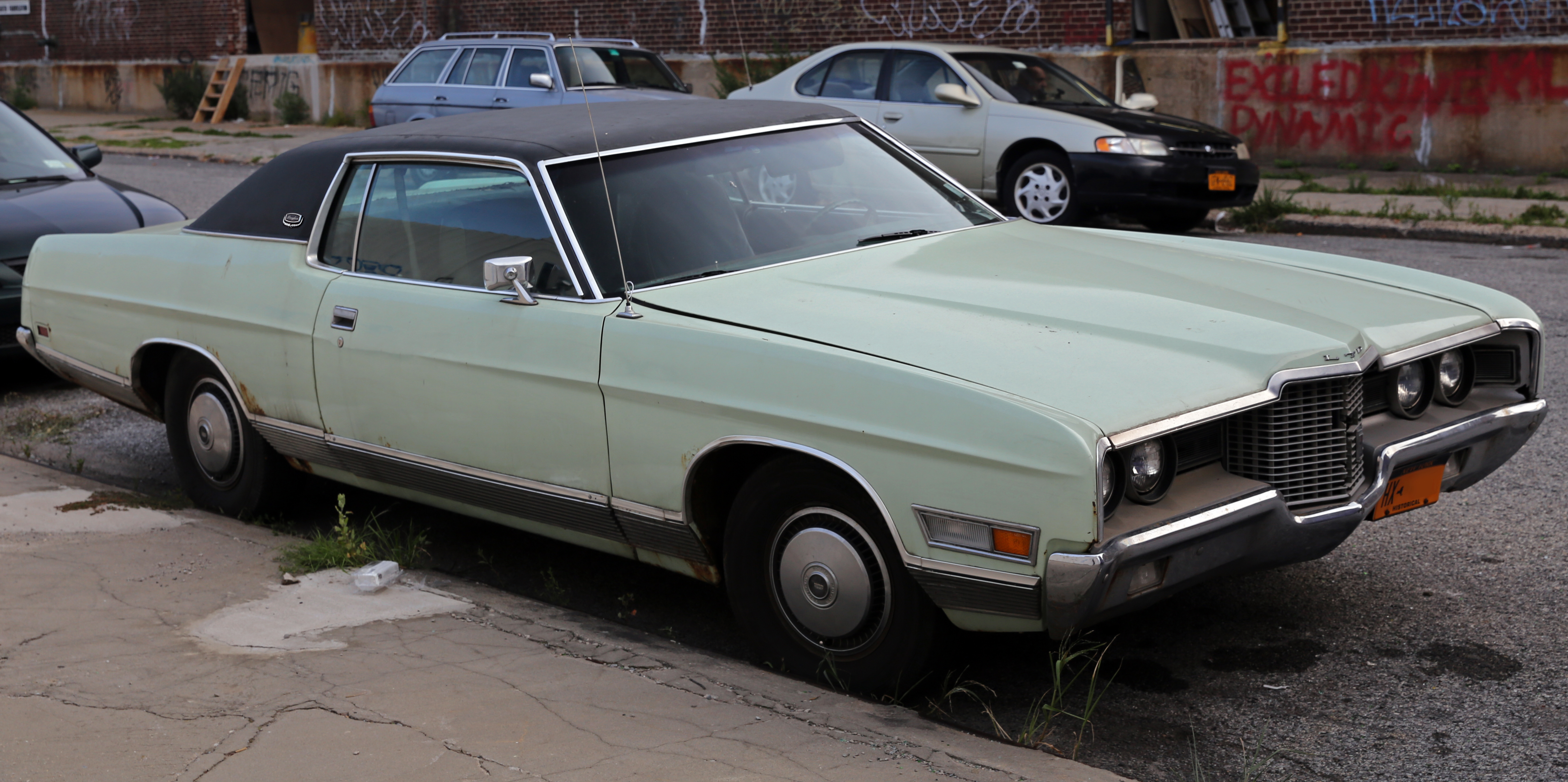
Модель 1971 року

1971 рік став дуже суттєвим в плані редизайну, під час якого була опущена довготривала тема подвійних округлих чи квадратних «реактивних» задніх фар, в перевагу горизонтального вигляду. Також LTD позбувся його характерних прихованих фар, але отримав значок LTD на решітці, акуратні обводи і червоний відбивач ззаду, який зливався із задніми ліхтарями в одну групу. В моделі 1972 року передній бампер продовжував секцію решітки радіатора, в той час як тил отримав великий хромований бампер, в якому розміщались задні ліхтарі.

## 1973—1978

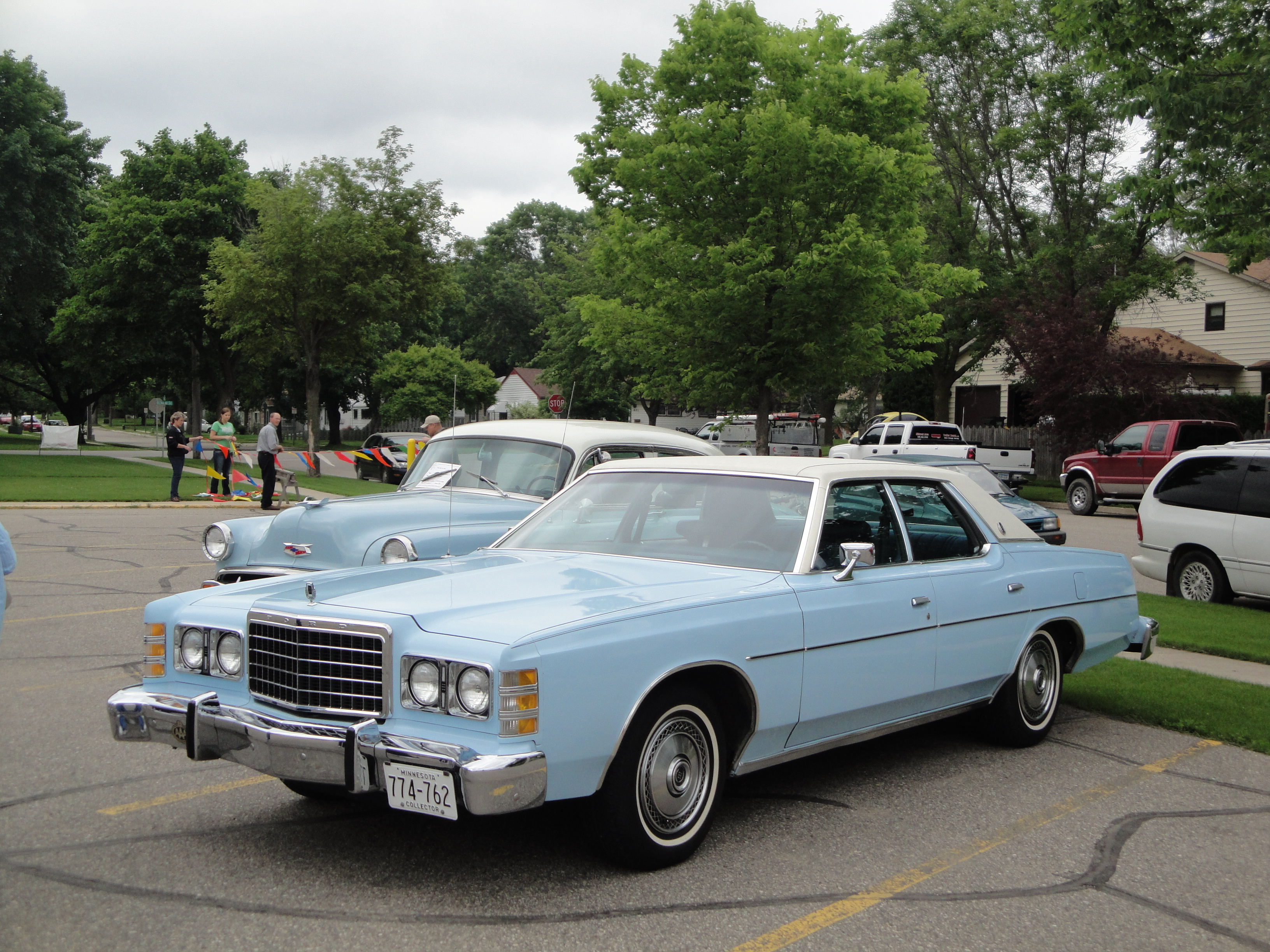
Модель 1977 року

В 1973 році LTD серйозно змінився. Машина стала набагато легшою, ніж ранні моделі, але її вага однаково перевищувала 2 тони, що відбилось на керованості й споживанні палива, які були слабкими сторонами машини.
Базовий двигун був 302 куб. дюймовий V8. Наступним великим двигуном був фордівський 351 куб. дюймовий V8, вибір якого був найбільш очевидним. Найбільшим же двигуном був 400 куб. дюймовий V8, який видавав відмінну потужність, споживаючи менше галона на 10 миль по місту. В деяких випадках на 400-х моделях прослідковувалась проблема економії палива, пов’язана з колекторами й паливною системою, розробленими для їзди на метанолі, і які в цілому не підходили для бензину. Крім того, ці двигуни задихались від системи викидів, але вони мали великий обертальний момент, з вихідною потужністю 160—180 к. с., в залежності від року. Незважаючи на ці складнощі, великі легкові Форди утримували високі продажі кожен рік за цей період, в силу їх високого комфорту, якісного збирання й розумної вартості.
Щиток Galaxie припинили встановлювати після 1974 року, залишивши Custom 500 основним великим легковим Фордом, в той час як, LTD, LTD Brougham (Брогам), і новий LTD Landau (Ландо) були топовими серіями 1975 модельного року. Landau йшов з прихованими фарами й доступними юбками на задній бампер, а також володів можливістю установки різних пакетів додаткового розкішного оздоблення. Brougham в 1977 році знизився в статусі. Звичайний універсал LTD отримав нові передні фари; універсал LTD Country Squire отримав оздоблення «під дерево», як в минулі роки, й з 1975-78 мав ті ж самі приховані фари, як на Ландо.

## 1977—1979
Коли в 1976 році, Форд вирішив скоротити випуск моделі Torino, вирішено було використати успішне ім’я LTD для його заміни. Була добавлена римська «II» після LTD. LTD II був по суті перестилізованим Torino, і випускався до 1979 року.

## 1979—1982

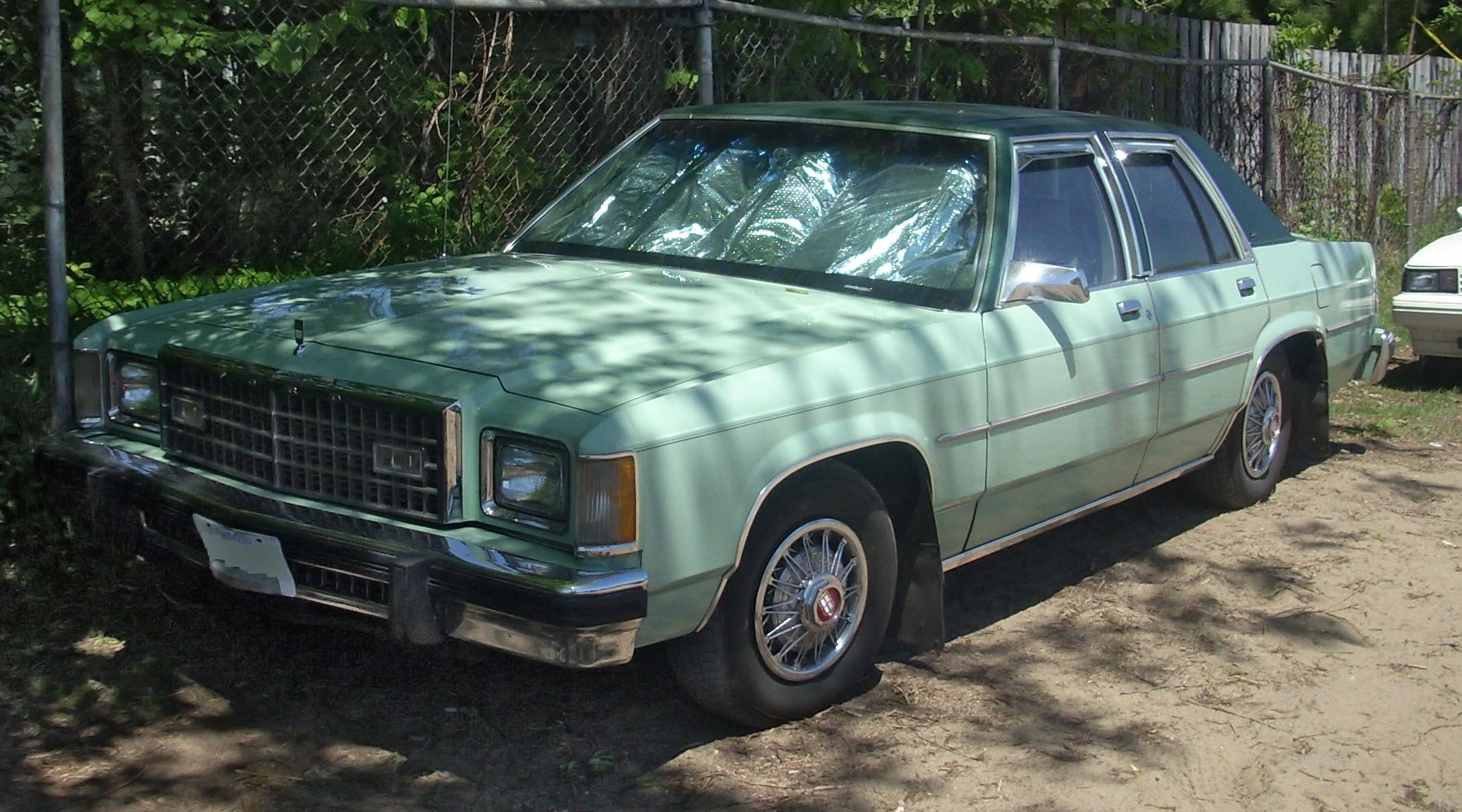
Модель 1979 року

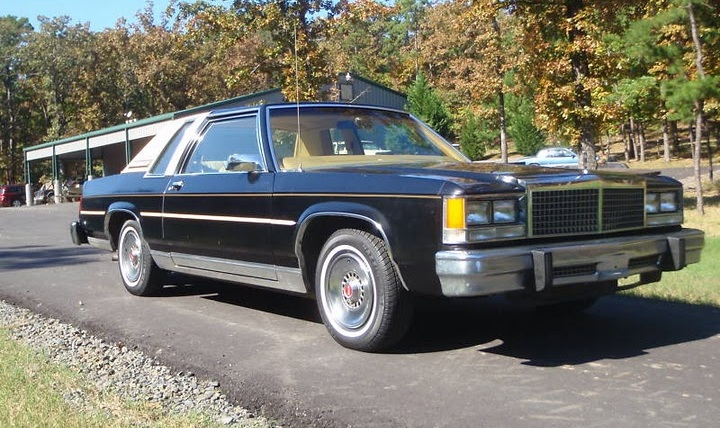
Модель 1979 року

Через два роки після зменшення розмірів кузова головного конкурента Chevrolet Impala, нова модель LTD 1979 року стала більше, ніж на 17 см коротшою, ніж стара версія, і на 8 см коротшою від LTD II. Інтер’єр залишався так само просторовим, як і в попередніх версіях, а в цілому добавилось більше ефективності. Зменшена вага і розмір покращили маневреність, якість поїздки і підвищили економічність, що було головними недоліками попередніх моделей. Спочатку, LTD поставлявся з двигунами 302 і 351 CID V8. Для моделей 1981 і 1982 років, Ford запропонував 255 CID V8.
В Штатах, LTD і LTD Landau були, як і раніше, однаково доступні. В Канаді, Custom 500 залишались основною моделлю до 1981 року. В 1980 році була добавлена більш дешева і спрощена версія LTD S, а LTD Landau почав замінятись моделлю LTD Crown Victoria. Автомобіль більш низького класу упізнавались за одиночними квадратними фарами, на відміну від більш престижних зі здвоєними.
Назва LTD закріпилась за седаном, заснованим на малій базі Fairmont в 1983, і повнорозмірні машини почали називатись LTD Crown Victoria.

## 1983—1986

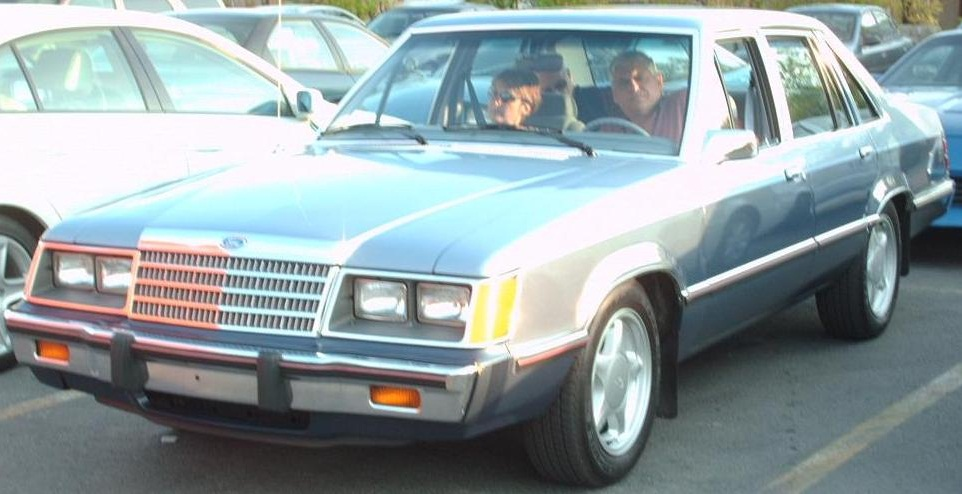
Модель 1983 року

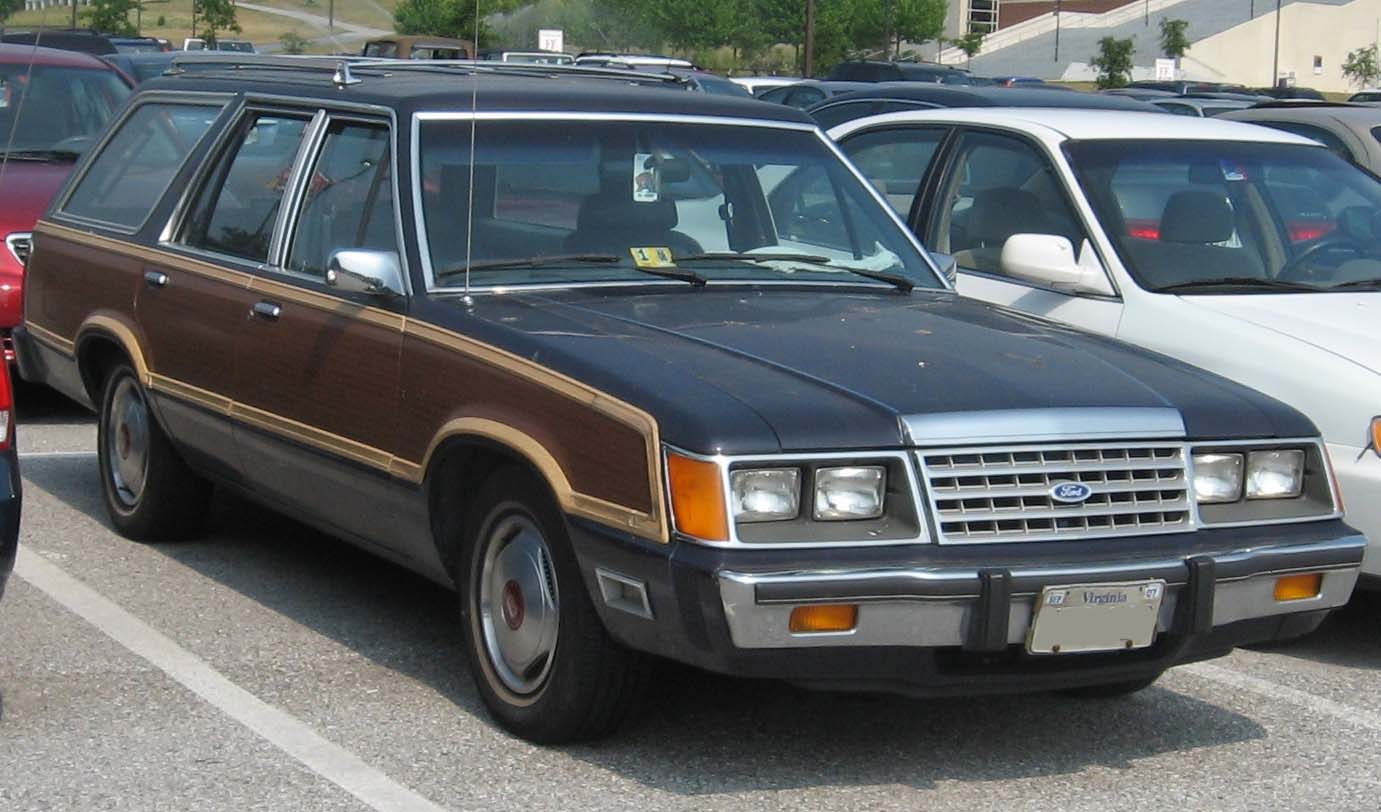

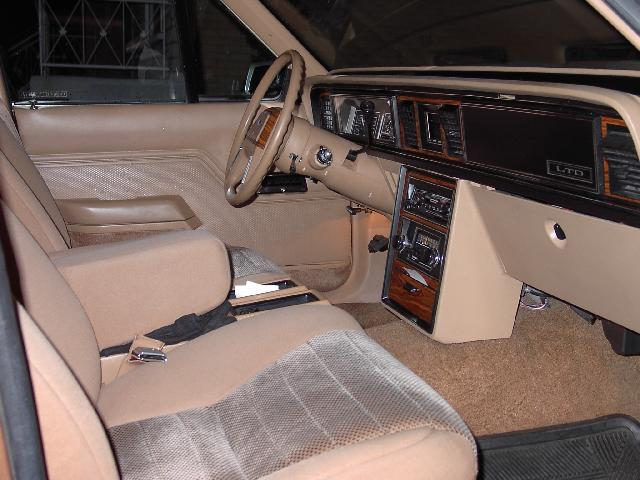

Останній сімейний седан Форда, створений на базі Fox, LTD і його двійника Mercury, являв собою в основному «суміш» невдалого в 1981-82 роках Ford Granada і Mercury Cougar, і популярного в 1978—1983 роках Ford Fairmont і Mercury Zephyr. Фактично, основні механізми були ідентичні Fairmont і автомобіль отримав ту ж надійність і репутацію. Назви LTD і Маркіз (Marquis) також використовувались на седані й універсалі великого розміру, названим LTD Crown Victoria і Grand Marquis відповідно.
Обидва успадкували 2.3-літрові 4-циліндрові двигуни з Fairmont, 3.3-літрові рядні 6-циліндрові двигуни, а також 5-літрові V8. Двигун V8 отримав інжектор в LTD і Marquis. Успадкований від Granada був фордівський 3.8-літровий Essex V6, який видавав плавну роботу і добру потужність. В США двигун Essex отримав інжектор в 1984 році; карбюраторний залишався на канадських ринках до 1986 року. На додачу з 1983 до 1984 року існував пропановий 4-циліндровий двигун, але його випуск був припинений через погані продажі та малу кількість станцій заправки пропаном. Заключний рік для LTD був 1986, коли Форд його підтримував, на зміну йому слідувала радикально нова модель Ford Taurus. Цей автомобіль був третім автомобілем серед найбільш продаваних в Сполучених Штатах 1983-84 років.
В середині 1984 модельного року, Форд представив версію LTD LX. Стандартно поставлявся з 5,0-літровим CFI V8 двигуном, 4-ступеневою АКПП з овердрайвом, новими амортизованими пружинами, 25-сантиметровими гальмівними дисками спереду і ззаду, диференціалом Traction-Lok. LX моделі були єдиними LTD, зі встановленим на підлозі важелем переключення передач, і тахометром в панелі приладів. З середини 1984 по 1985 рік були вироблені приблизно 3260 LX. Версія Mercury була Marquis LTS і була доступна тільки в Канаді невеликим числом.

### Двигуни
- 2.3 L Lima I4
- 3.3 L Thriftpower Six I6
- 3.8 L Essex V6
- 4.9 L 5.0L Windsor V8

## Використання в поліції

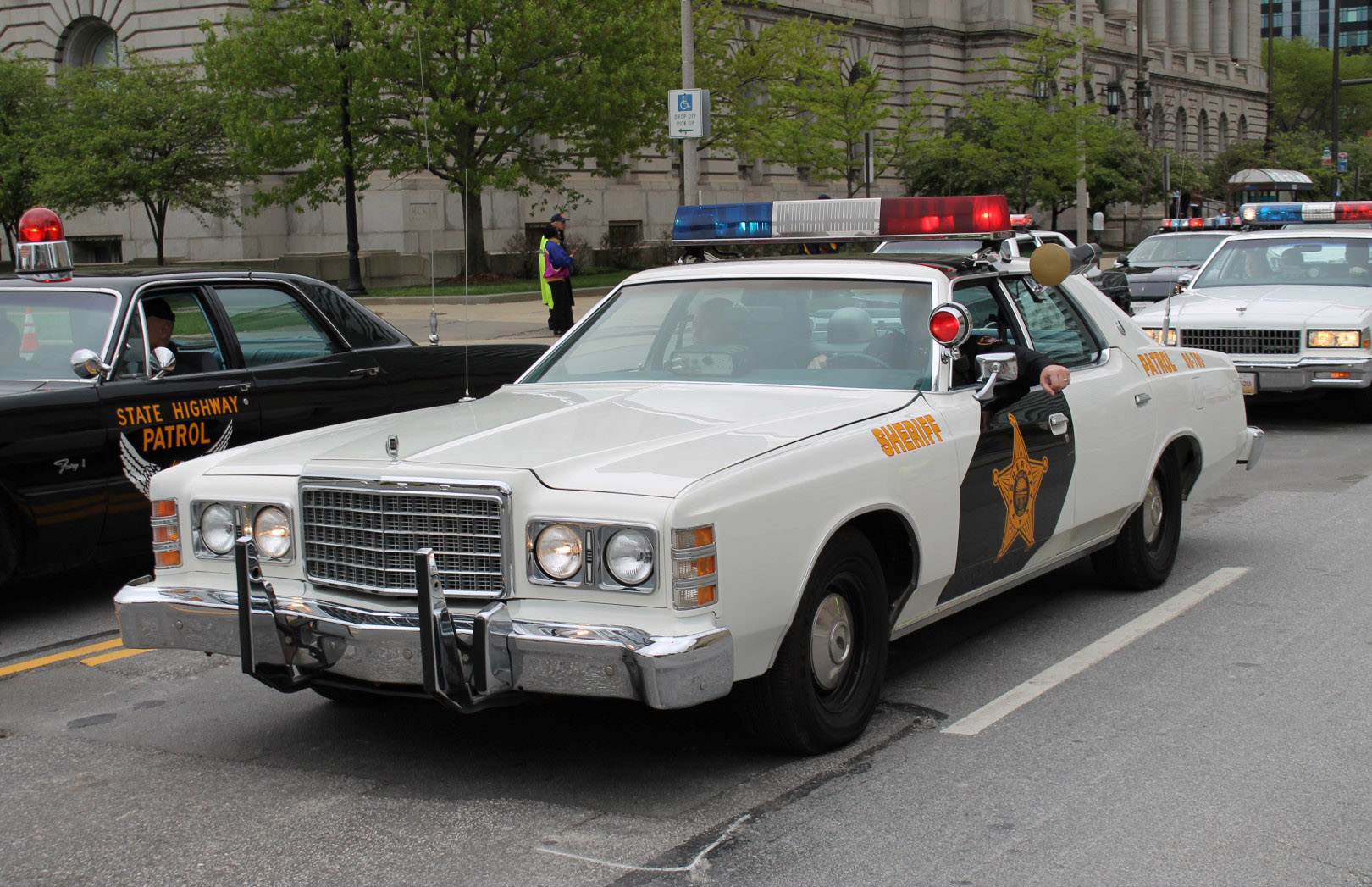
Збережений Ford LTD в поліцейській формі

Через міцну конструкцію кузова повнорозмірні автомобілі мали велику популярність серед поліцейських агентств не лише в Північній Америці, але й в залежних від США країнах. Сучасний Ford Crown Victoria Police Interceptor — хоча й не використовує назву LTD — є прямим нащадком Ford LTD Crown Victoria. Fox-платформа LTD середнього розміру також використовувалась поліцією, але в меншій кількості.